# Forteresse d'Ostrovica
La forteresse d'Ostrovica se trouve en Bosnie-Herzégovine, sur le territoire du village d'Ostrovica et sur celui de la Ville de Bihać. Elle remonte au XVe siècle et est inscrite sur la liste des monuments nationaux de Bosnie-Herzégovine.

## Localisation

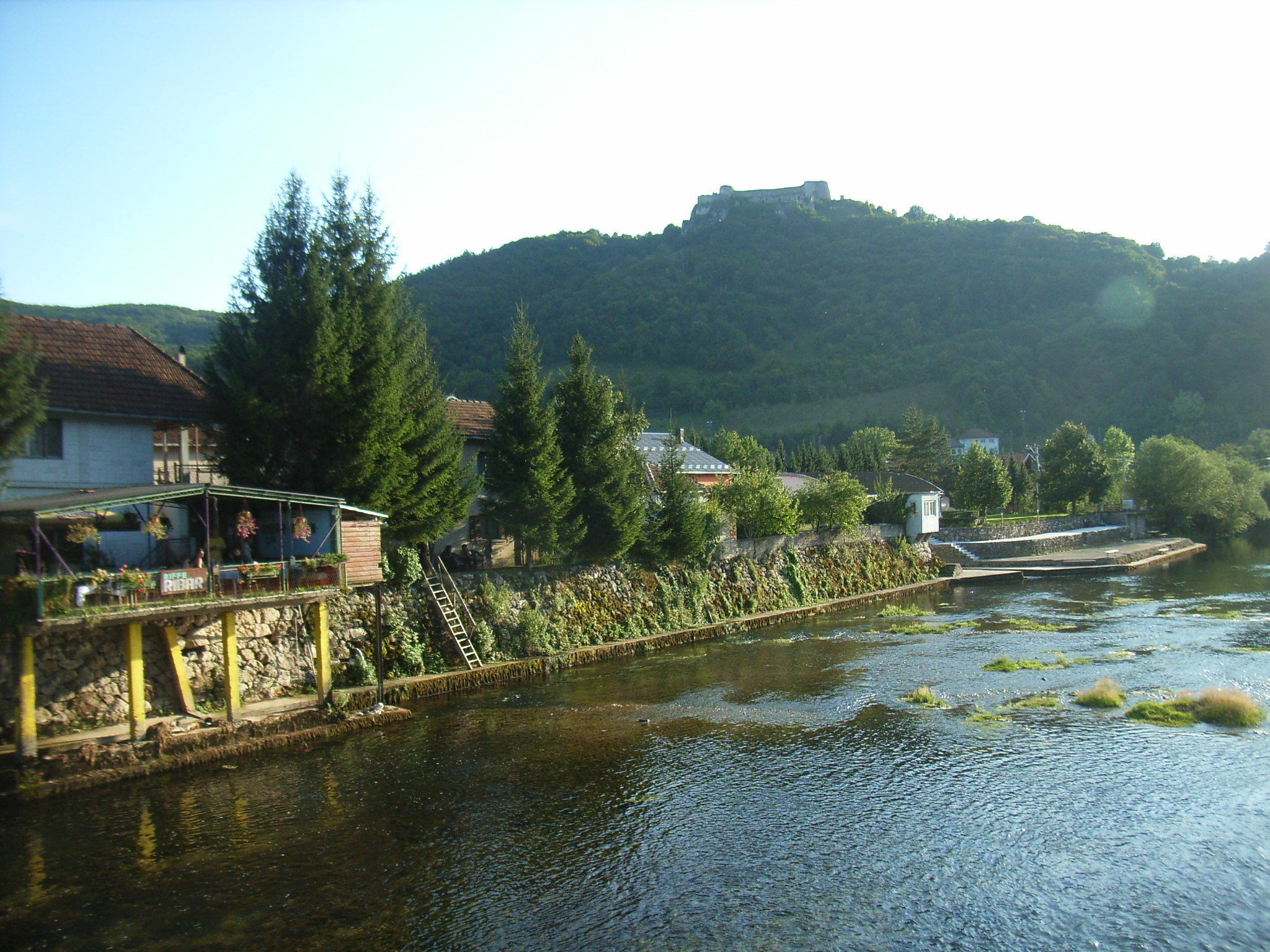
La forteresse vue depuis le village de Kulen Vakuf, avec la rivière Una